# 朱嘉文
朱嘉文（英語：Carmen Chu, 1978年4月8日—）是一位美国华裔政治家。

## 生平
1978年出生在美国洛杉矶，父母祖籍广东台山，1970年代从香港移民到美国，2000年毕业于西方学院公共政策专业，2003年毕业于加州大学伯克利分校公共政策专业，两次均获得荣誉奖学金。2007年9月25日被任命为旧金山监督委员会第四区会员，2013年2月6日被任命为旧金山市长李孟贤的评估员，代替去加利福尼亚州众议院赴职的丁右立。

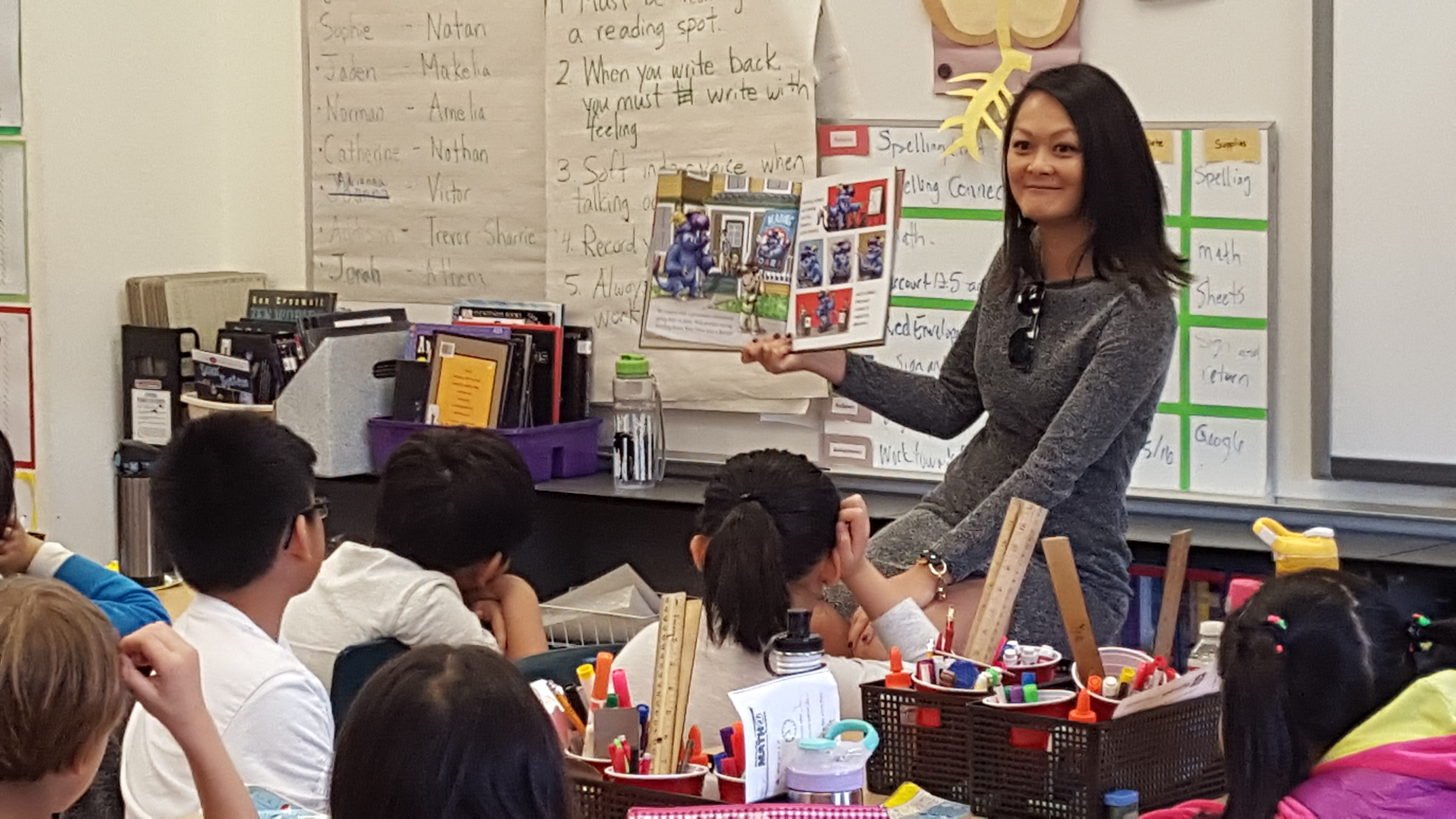
朱嘉文在大声朗读日给学生们读书，旧金山财产税收入的三分之一都进入公立教育事业中

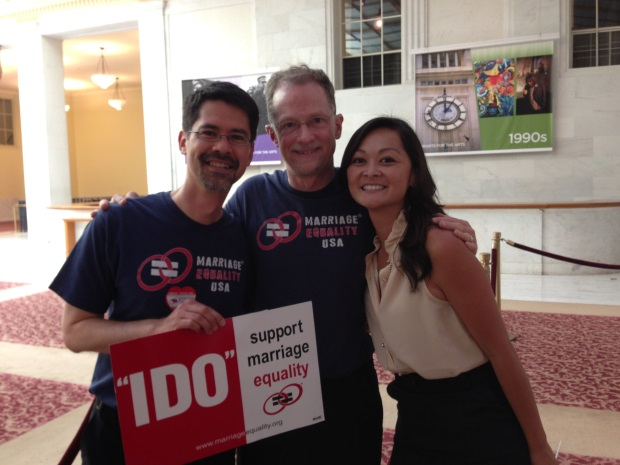
当加州于2013年6月28日宣布恢复同性婚姻时，朱嘉文承诺将在第一周敞开办公室，以便同性恋人士不必等待太久办理结婚手续